# 三星灣

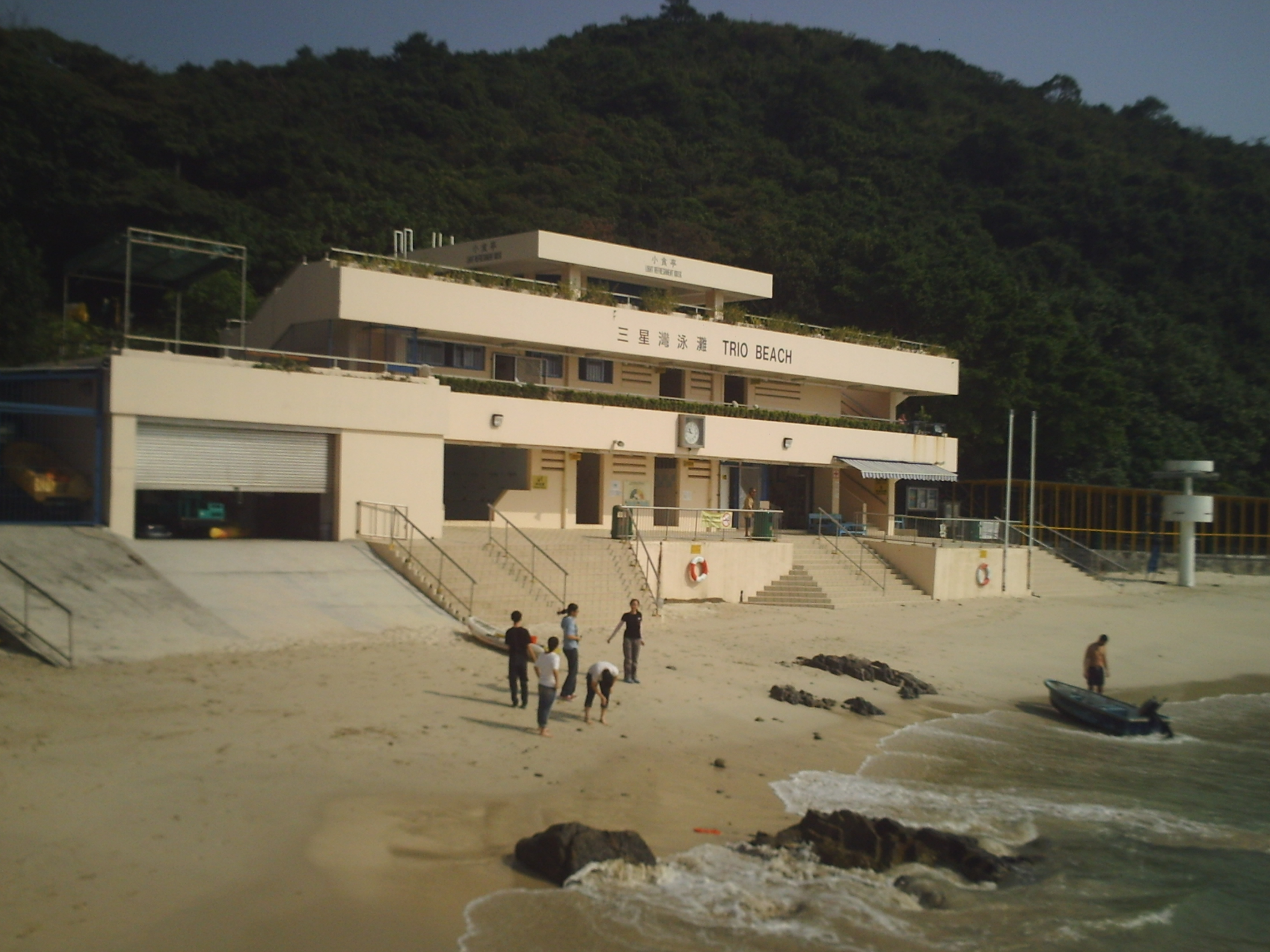
三星灣泳灘

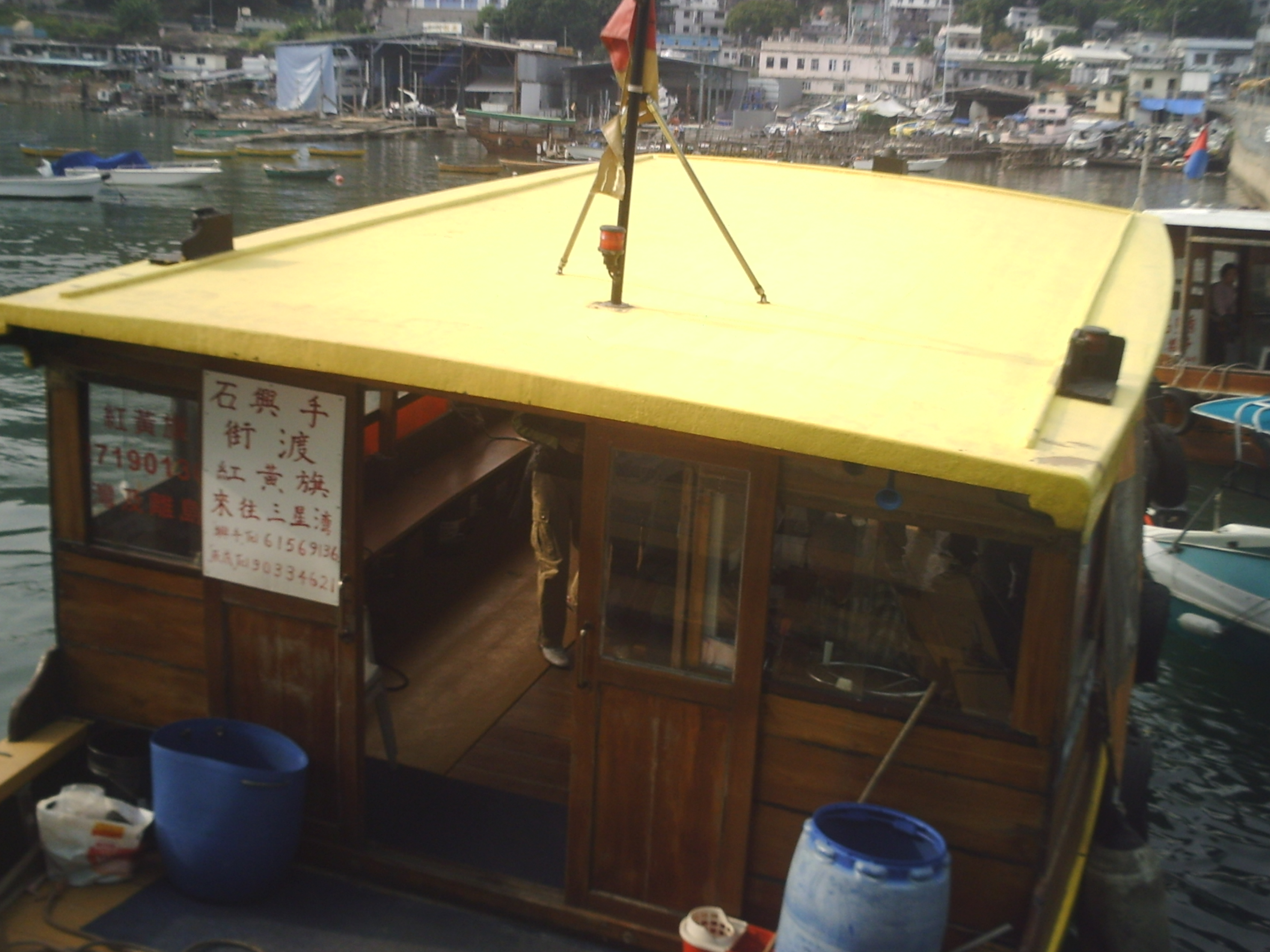
前住三星灣的街渡

三星灣（英語：Sam Sing Wan）是香港新界西貢區的一個海灣，位於白沙灣之東南。

## 泳灘
三星灣泳灘（英語：Trio Beach）為海灣旁的泳灘，現時由康樂及文化事務署管理。
該地的設施包括小食亭、燒烤區、更衣室、淋浴設備、洗手間、浮台及遊樂場。附近更有魚排。

## 交通
從西貢白沙灣碼頭可乘搭街渡前往（船程約15分鐘）。